# Fantasmes sauvages
Pour plus de détails, voir Fiche technique et Distribution.
Fantasmes sauvages (Wildly Available) est un téléfilm américain de 1996 réalisé par Michael Nolin.

## Synopsis
un homme fait la connaissance des jeunes femmes dans la galerie d'art.

## Fiche technique
- Titre original : Wildly Available
- Titre français : Fantasmes sauvages
- Réalisation et scénario : Michael Nolin
- Photographie : William D. Barber
- Montage : Janice Engel
- Musique : Jerry Styner
- Production : Julie Ahlberg, Michael Nolin et Sharyon Reis Cobe
- Pays d'origine :  États-Unis
- Langue : Anglais
- Durée : 92 minutes
- Date de sortie[1] : 1996 (USA)
- Interdit aux moins de 16 ans

## Distribution
- Kristoffer Tabori : Joe Goodman
- Jennifer Sommerfield : Wendy
- Jane Kaczmarek : Rita Goodman
- Lou Rawls : l'homme du Jazz
- Rachel Crane : Samantha Goodman
- Christopher Burgard : David
- Toni Sawyer : la mère de Rita
- Jason Tomlins : le souteneur
- Bradley Whitford : le professeur
- Jonathan Emerson : Charlie
- Mark Houghton : John
- Kane Hodder : le conducteur
- Megan Cole : la thérapeute
- Calvin Lewis : Bobby
- Penny Peyrot : Lorraine
- Jackie Debatin : Mélanie
- Melissa Justin : Bernadette
- K.C. Van Fleet : Julie
- Devon Britton : Monique
- Gabrielle Van Leuvin : la danceuse de Los Angeles
- Sara Cosa : la danceuse de New York
- Earl Carroll : Patron #1
- Randy Mulkey : Patron #2
- Keeira Lyn Ford : Alana
- Trayne Thomas : le propriétaire
- Stefan Medin : le jeune mari
- Nell Balaban : la jeune femme